# Бютлер, Мария Бернарда
Мария Бернарда Бютлер (нем. Maria Bernarda Bütler, мирское имя — Верена Бютлер; 28 мая 1848[…], Аув, Аргау — 19 мая 1924[…], Картахена) — святая Римско-католической церкви, монахиня. Долгое время занималась миссионерской деятельностью в Эквадоре. Является основательницей монашеской конгрегации «Сестры-францисканки миссионерки Девы Марии — помощницы христиан».

## Канонизация
29 октября 1995 года была объявлена блаженной римским папой Иоанном Павлом II.
12 октября 2008 года римский папа Бенедикт XVI объявил её святой.
День памяти — 19 мая.

## Источник
- P. Gottfried Egger OFM: Wie Gott will! Heilige Mutter Maria Bernarda Bütler. Jestetten 2008, ISBN 978-3874493581